# The New York Times Book Review
The New York Times Book Review es un suplemento semanal del periódico New York Times en el que libros actuales de no ficción y de ficción son revisados. Es una de las publicaciones de reseñas de libros más influyentes y leídos en la industria.  Las oficinas están ubicadas cerca de Times Square, en la ciudad de Nueva York.   The New York Times  ha publicado una sección de reseñas de libros desde el 10 de octubre de 1896.